# Jan Hamdorff

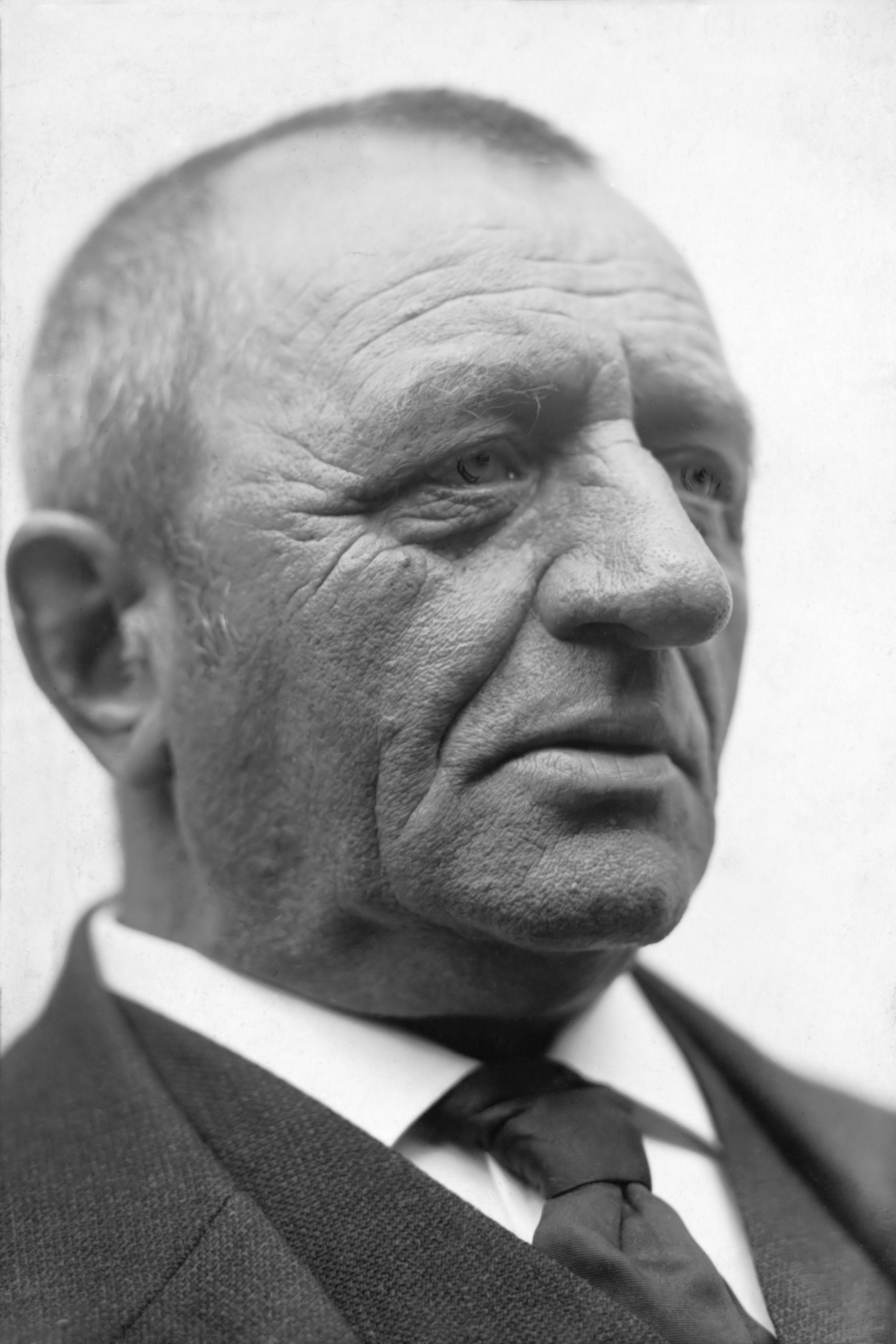
Jan Hamdorff (1923)

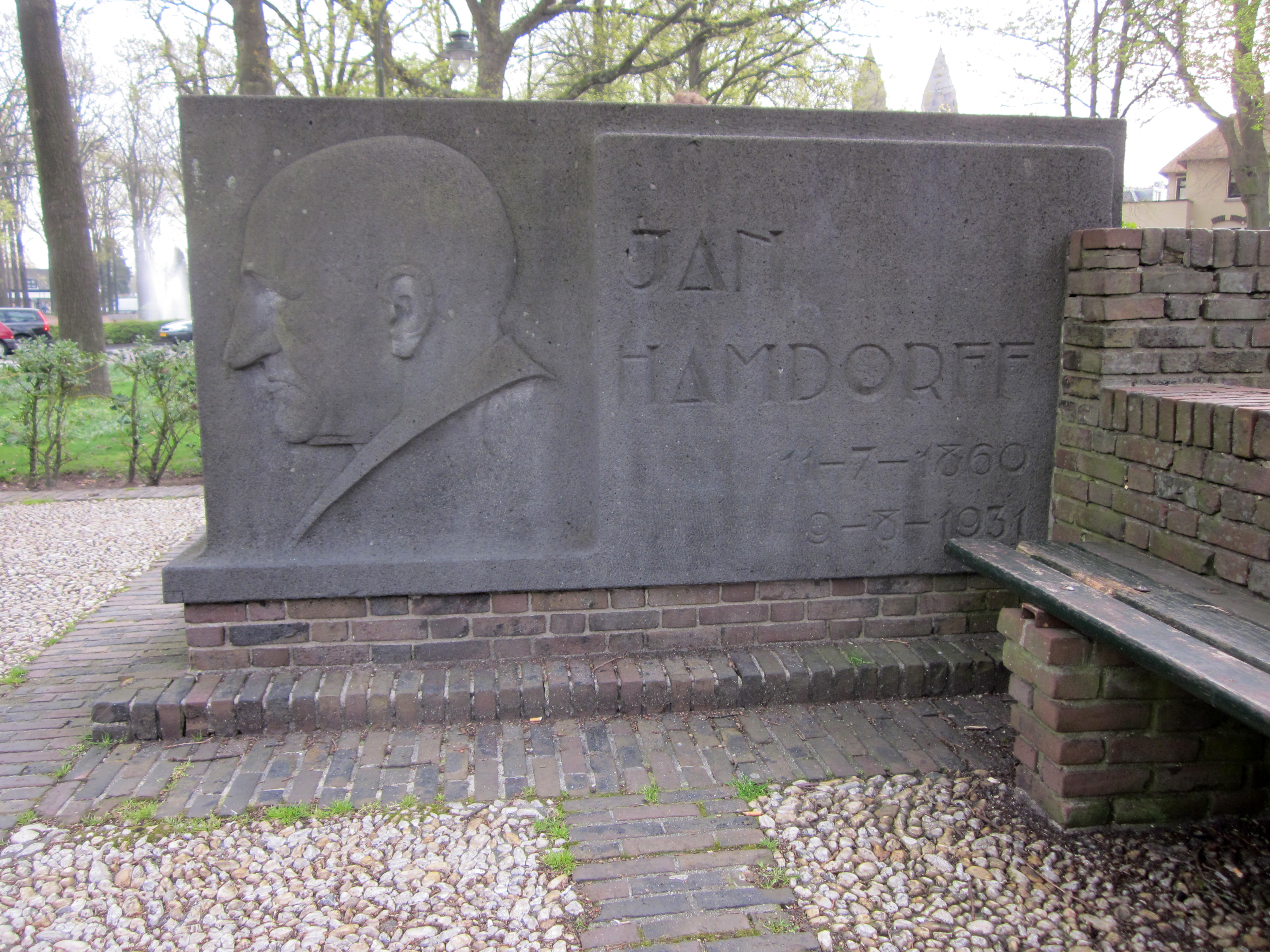
Bank gemaakt door Wouter C. Hamdorff op de Brink te Laren

Jan Hamdorff (Laren (NH), 11 juli 1860 – 9 augustus 1931) was een hotelhouder, makelaar, wethouder en kunsthandelaar uit Laren. 
Hij was een zoon van Wouter Hamdorff en Johanna Versteeg. Hij trouwde op 26 september 1888 met Martha Maria Buwalda (1851-1906). Op 6 oktober 1896 werd hij verkozen tot lid van de Larense gemeenteraad. Hij werd begraven op de Algemene Begraafplaats in Laren.

## Hotels
Hotel Hamdorff ontstond uit "De Vergulde Postwagen" aan de Brink in Laren, in de 19de eeuw de halteplaats voor de postkoets op de toenmalige verbinding van Amsterdam naar Amersfoort. In 1878 kreeg de achttienjarige Jan Hamdorff de leiding over het logement. In 1890 kocht Hamdorff het hotel paviljoen Larenberg van Gosse Alberts de Koe om het een jaar later te openen. In 1900 verkocht hij het aan J.A. Dalloyaux.

## Kunstenaars

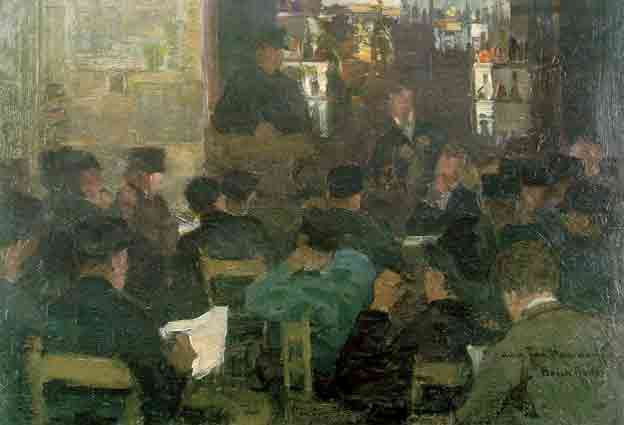
In het kroegje van Jan Hamdorff, door Gijs Bosch Reitz

In 1901 opende Hamdorff in Laren het luxe hotel Hamdorff. Het oudste gedeelte van het latere hotel is het pand Brink 16. Hamdorff breidde vanaf de komst van de stoomtram flink uit. Hij deed er alles aan om kunstenaars te trekken. Net voor de Eerste Wereldoorlog begon hij tentoonstellingen voor kunstenaars te organiseren. Een groep kunstenaars uit het Gooi kwam regelmatig bijeen in de oude tapgelegenheid, die later werd omgedoopt tot ‘Het Kroegje van Jan Hamdorff’. Ook de Kunstenaarsvereniging Laren-Blaricum werd hier opgericht.
In 'Het Kroegje' kwamen kunstschilders en andere inwoners en passanten bij elkaar. Schilders betaalden er met schilderijen, waardoor Hamdorff grote reputatie verwierf.
In 1913 opende Hamdorff een kunstzaal waar regelmatig tentoonstellingen werden gehouden. Ook kwam er een openluchtdancing. De jaarlijkse carnavals werden beroemd, waarvoor de kunstenaars affiches ontwierpen en thema’s verzonnen voor bals masqués. In 1928 trok Hamdorff zich terug uit de zaak. In 1978 werd het hotel gesloten en de inboedel verkocht.

## Nieuwbouw
In 1980 werd het leegstaande Hamdorff door een grote brand compleet verwoest en kort daarna gesloopt. Achttien jaar later werd er een nieuw gebouw neergezet, voorzien van appartementen, winkels, cafés, restaurants en een parkeergarage. De decoratieve stijl van het vroegere Hamdorff bleef daarbij behouden.

## Diversen
- Niet iedereen is blij met de expansiedrift van Jan Hamdorff. In de roman De ondergang van het dorp van P.H. van Moerkerken staat Jan Hamdorff model voor Dirk Boersink, die het dorp in de uitverkoop doet waardoor het dorp ten onder gaat.
- Aan de Larense Brink staat een bank van bakstenen en een natuurstenen 'blok' met aan de voorzijde een reliëfportret van Jan Hamdorff, gemaakt door de Larense architect Wouter Christiaan Hamdorff (1890-1965). Jan Hamdorff was zijn oom.